# Time (Electric Light Orchestra)
Time è il decimo album del gruppo musicale di rock sinfonico britannico Electric Light Orchestra, pubblicato nel 1981 dall'etichetta discografica Jet.

## Il disco
Time è un concept album i cui testi raccontano la storia di un uomo che dal 1980 si ritrova nell'anno 2095 e cerca di trovare il modo di tornare a casa e contemporaneamente di vivere nel nuovo ambiente.
Nel 2001, l'album è stato rimasterizzato e ristampato in CD con tre tracce bonus aggiuntive, di cui due (Julie Don't Live Here e When Time Stood Still) erano già stati distribuiti come B-side dei singoli Twilight e Hold on Tight rispettivamente, mentre l'altro, The Bouncer, è stato originariamente pubblicato nel Regno Unito come B-side del singolo Four Little Diamonds dall'album seguente Secret Messages.
Mentre i due precedenti album degli ELO erano stati fortemente influenzati dal pop e dalla disco, questo lavoro è molto più vicino alle radici del gruppo, vale a dire il rock progressivo. Canzoni come Ticket to the Moon, e 21st Century Man, ricordano il materiale di Out of the Blue, mentre altre tracce esplorano diversi generi musicali come la New wave, il reggae e il rockabilly naturalmente con lo stile tipico del gruppo. L'album ha raggiunto il numero 1 nelle classifiche inglesi.

## Tracce
Lato A
Testi e musiche di Jeff Lynne.
1. Prologue – 1:16
2. Twilight – 3:41
3. Yours Truly 2095 – 3:11
4. Ticket To the Moon – 4:07
5. The Way Life's Meant To Be – 4:38
6. Another Heart Breaks – 3:49

Lato B
Testi e musiche di Jeff Lynne.
1. Rain Is Falling – 3:55
2. From the End Of the World – 3:16
3. The Lights Go Down – 3:33
4. Here Is the News – 3:49
5. 21st Century Man – 4:02
6. Hold On Tight – 3:06
7. Epilogue – 1:35

Tracce aggiunte nel CD
Testi e musiche di Jeff Lynne.
1. The Bouncer – 3:14
2. When Time Stood Still – 3:33
3. Julie Don’t Live Here – 3:42

## Formazione
- Jeff Lynne - voce, chitarra elettrica, chitarra acustica, pianoforte
- Bev Bevan – batteria, percussioni
- Richard Tandy – pianoforte, piano elettrico, sintetizzatore
- Kelly Groucutt – basso

### Altri musicisti
- Rainer Pietsch - direttore sezione archi